# Fritz Schertel
Friedrich Schertel (* 13. Februar 1890 in Schweinfurt; † 5. April 1945 in Bayreuth) war ein deutscher Cellovirtuose.

## Leben
Fritz Schertel wurde 1890 als jüngster Sohn des Bankbuchhalters und späteren Staatsbankdirektors Sigmund Schertel und dessen Frau Marie Schertel, geb. Pfeiffer, im fränkischen Schweinfurt geboren. Nach der Gymnasialzeit in Hof studierte er an der Ludwig-Maximilians-Universität München.
Von 1909 bis 1912 absolvierte er ein Musikstudium an der Königlichen Akademie der Tonkunst in München. 1913/14 erhielt er privaten Cellounterricht bei Julius Klengel in Leipzig. Von 1919 bis 1921 war er Cellist im Marteau-Quartett. 1921/22 war er Solo-Cellist beim Dresdner Philharmonischen Orchester. Ab 1922 war er Lehrer am Leipziger Konservatorium. Zu seinen Schülern gehörten u. a. Erich Hillmann und Hans Kral. 1933 wurde er zudem Mitglied des Gewandhausorchesters in Leipzig. Wiederholt wurde er in das Bayreuther Festspielorchester (1924/25, 1927/28, 1930/31, 1933/34, 1936–1944) berufen.
Schertel gehörte dem Streichquartett von Walther Davisson an. Später war er Mitglied des Mlynarczyk-Quartetts (1923–1943) und des Bohnhardt-Quartetts (1938–1943) sowie des Weitzmann-Trios. Auch solistisch trat er in Erscheinung, so brachte er 1929 im Mitteldeutschen Rundfunk unter der Leitung von Alfred Szendrei das Konzert für Violoncello und Orchester von Fritz Reuter zur Uraufführung.
Er war ferner Mitglied im Reichsverband deutscher Tonkünstler und Musiklehrer.

## Familie
Seine Brüder waren Wilhelm Schertel (1883–1930), Chemiker und Künstler, und Ernst Karl Schertel (1884–1958), Schriftsteller und Pädagoge. Eine von Otto Pleß angefertigte Porträtskizze des Cellisten erschien 1934 in einem Artikel über Persönlichkeiten des Leipziger Musiklebens in der Zeitschrift für Musik. Schertel, katholisch, war mit Magda Laier verheiratet und Vater eines Sohnes. Während der Luftangriffe auf Bayreuth im April 1945 kam die Familie ums Leben.